# Xəzər Lənkəran FK
A Xəzər Lənkəran azeri labdarúgóklub, székhelye Lənkəran városában található, jelenleg az azeri élvonalban szerepel. A helyi média gyakran nevezi a „kaukázusi Chelsea”-nek, mivel a klub anyagi háttere nyugat-európai mércével is igen jelentős.
A 2000-es évek második felének egyik legjobb azeri csapata egy alkalommal nyerte meg az élvonalbeli pontvadászatot, illetve két alkalommal hódította el az azeri kupát.

## Története
A klubot 1975-ben alapították, majd az 1990-es években megszűnt. A jogutód csapatot 2004-ben építették újjá, amely rögtön az azeri élvonalba nyert besorolást, ahol ezüstérmesként zárt. 2007-ben megnyerte az első osztály pontvadászatát, majd örömét kupagyőzelemmel koronázta.
A nemzeti szinten remekül teljesítő klubnak az európai kupák színpadán csak epizódszerep jutott, mindmáig egyetlen mérkőzését sem tudta megnyerni.

## Sikerei
- Azeri bajnokság (Premyer Liqası)
  - Bajnok (1 alkalommal): 2006/07
  - Ezüstérmes (3 alkalommal): 2004/05, 2010/11, 2011/12

- Azeri kupa (Azərbaycan Milli Futbol Kuboku)
  - Kupagyőztes (3 alkalommal): 2006/07, 2007/07, 2010/11
  - Ezüstérmes (2 alkalommal): 1993/94, 2009/10

## Eredményei

### Európaikupa-szereplés

#### Összesítve
| Kupa            | M | GY | D | V | LG–KG |
| --------------- | - | -- | - | - | ----- |
| Bajnokok Ligája | 2 | 0  | 1 | 1 | 2–4   |
| Európa-liga     | 2 | 0  | 2 | 0 | 1–1   |
| UEFA-kupa       | 4 | 0  | 0 | 4 | 3–10  |
| Összesítve      | 8 | 0  | 3 | 5 | 6–15  |

#### Szezonális bontásban
| Idény     | Kupa            | Forduló         | Klub          | 1. mérk. | 2. mérk.   | Össz. |
| --------- | --------------- | --------------- | ------------- | -------- | ---------- | ----- |
| 2005–2006 | UEFA-kupa       | 1. selejtezőkör | Nistru Otaci  | 1–3      | 1–2        | 2–5   |
| 2007–2008 | Bajnokok Ligája | 1. selejtezőkör | Dinamo Zagreb | 1–1      | 1–3 (h.u.) | 2–4   |
| 2008–2009 | UEFA-kupa       | 1. selejtezőkör | Lech Poznań   | 0–1      | 1–4        | 1–5   |
| 2010–2011 | Európa-liga     | 1. selejtezőkör | Olimpia Bălți | 1–1      | 0–0        | 1–1   |

Megjegyzés: Az eredmények minden esetben a Xəzər Lənkəran szemszögéből értendőek, a félkövéren jelölt mérkőzéseket pályaválasztóként játszotta.